# كأس سكايدوم
كأس سكايدوم (بالإنجليزية: SkyDome Cup)‏ كانت بطولة كرة القدم التي أقيمت في أواخر يناير 1995 في ملعب سكايدوم (الآن مركز روجرز) بين المضيفين كندا، ثم بطل أوروبا الدنمارك، والبرتغال.

## وصلات خارجية
- للمعلومات الكاملة في RSSSF.com (بالإنجليزية)